# 일본 국립천문대
일본 국립천문대(国立天文台)는 이론·관측 천문학을 연구하는 일본의 연구소와 대학이 공동으로 이용하는 기관이다.
일본 국립천문대의 임무는 일본 전국의 천문학자들을 위한 최고 수준의 연구 시설을 건설하고 운영하며 국제 연구를 실현시키는 것이다. 스바루망원경은 일본 국립천문대가 구비한 연구 시설 가운데 하나이며, 일본 국립천문대의 광학/근적외선부, 오카야마 천체물리 연구소(이곳도 역시 광학/근적외선 관측), 일본 국립천문대의 미타카(三鷹) 본부(천문 데이터 처리센터, 고등 기술 센터, 홍보센터)와 깊은 연관을 맺고 있다. 본부는 도쿄도 미타카시의 미타카 캠퍼스 내에 있다.

## 프로젝트

### 현재의 프로젝트
- 미즈사와 VERA 관측소 - 관측소장: 고바야시 히데유키
- 노베야마 전파 관측소 - 관측소장: 쯔보이 마사토
- 태양 관측소 - 관측소장: 스에마쯔 요시노리
- 오카야마 천체물리 관측소 - 관측소장: 요시다 미치토시
- 스바루망원경(하와이 관측소) - 관측소장: 하야시 마사히코
- 수치천체물리학센터 - 연구소장 마키노 주니치로

### 개발중인 프로젝트

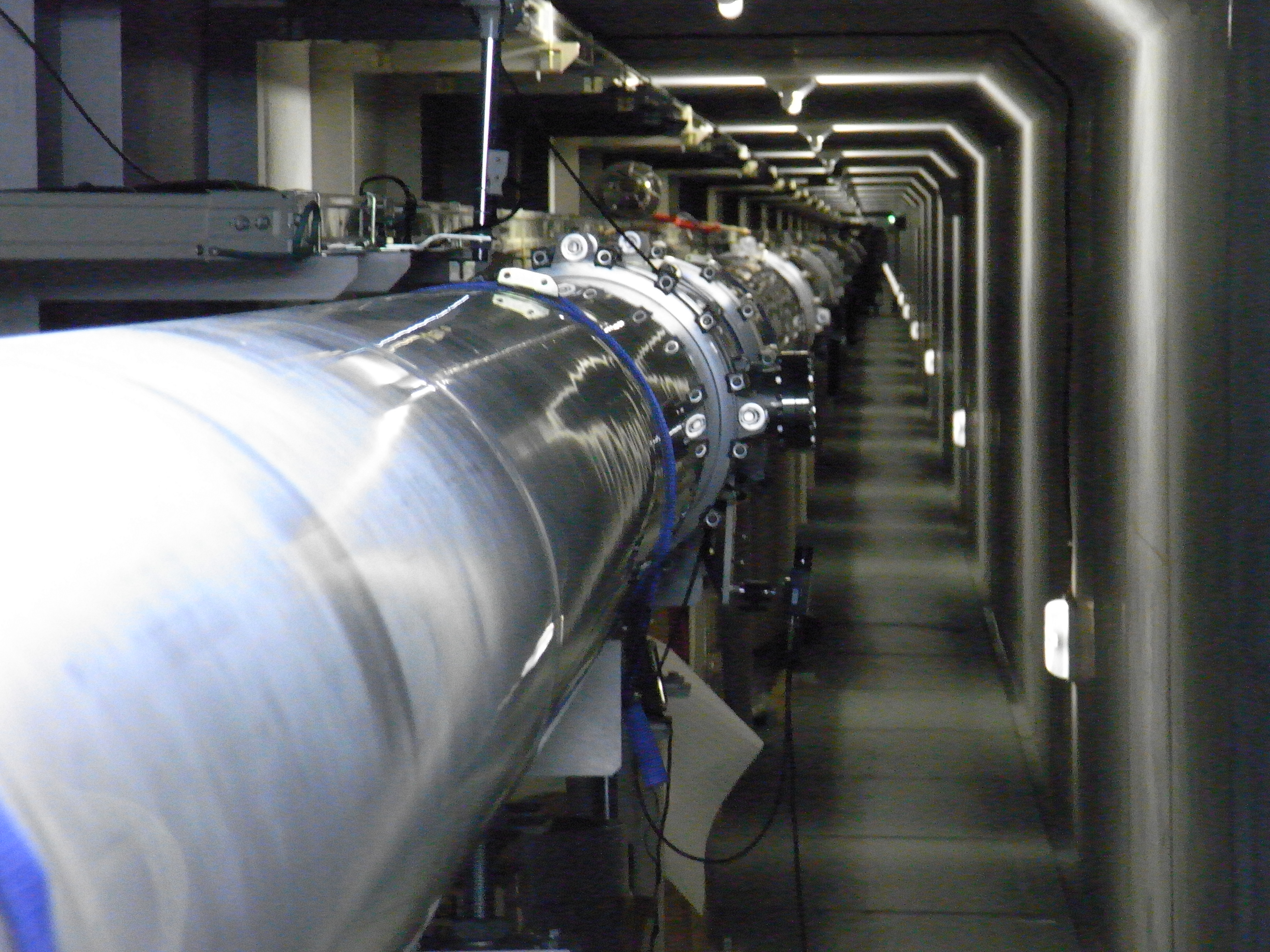
TAMA300 중력파 검출기

- ALMA(Atacama Large Millimeter/submillimeter Array)- 책임자: 이시구로 마사토
- TAMA(중력파 검출 안테나) - 책임자: 후지모토 마사카쯔
- Solar-B 프로젝트 대장 - 책임자: 쯔네타 사쿠
- RISE(Research In SElenodesy) - 책임자: 사사키 쇼

### 차세대 프로젝트
- 우주 VLBI 프로젝트 - 책임자: 아노우에 마코토
- JASMINE(Japan Astrometry Satellite Mission for INfrared Exploration) 프로젝트 - 책임자: 고우다 나오테루
- MIRA(Mitaka optical/InfraRed Array) 책임자:요시자와 마사노리
- 4차원 디지털 우주 프로젝트 - 책임자: 마키노 주니치로
- VWFI-HOP(Very Wide Field Imager for the Hubble Origins Probe) 프로젝트 - 책임자: 쯔네타 사쿠
- ELT(Extremely Large Telescope) 프로젝트 - 책임자:이예 마사노리
- Extrasolar Planet Detection 프로젝트 - 책임자:타무라 마토히데

## 센터
- 천문 데이터 센터 - 책임자: 미즈모토 요시히코
- 고등 기술 센터 - 센터장: 쯔네타 사쿠
- 대중 홍보 센터 - 센터장: 와타나베 주니치

## 연구 부서
- 광학 적외선 천문학 연구부 - 부장: 안도 히로야스
- 전파천문학 연구부 - 부장: 마나베 세이지
- 태양 및 플라즈마 천체물리학 연구부 - 부장: 와타나베 테쯔야
- 이론천문학 연구부 - 부장: 토미사카 코지

## 행정부
- 부장: 아마가사 히토시

## 역대 천문대장
- 제1대 고자이 요시히데(古在由秀) (1928년4월1일~ ) 1988~1994년 재임. 도쿄 출신의 천문학자. 도쿄대학 이학박사. 천체역학 전공.
- 제2대 고다이라 게이니치(小平桂一)(1937년2월20일~ ) 1994~2000년 재임. 도쿄 출신의 천문학자, 이학박사. 도쿄대학, Keel대학 박사. 항성천문학, 은하천문학 전공.
- 제3대 가이후 노리오(海部宣男) (1943년9월21일~ ) 2000년4월~2006년 재임. 도쿄대학 박사. 전 일본총리 가이후는 그의 친형.
- 제4대 미야마 쇼우겐(観山正見) (1951년5월22일~ ) 2006~현재 재임. 히로시마현 출신, 쿄토대학 물리학과 박사. . 천문학자, 천체물리학자. 항성 및 행성계의 형성 과정 전공.

## 같이 보기
- 자연과학연구기구